# Parti conservateur écossais
Le Parti conservateur écossais, officiellement le Parti conservateur et unioniste écossais (en anglais : Scottish Conservative and Unionist Party, en gaélique écossais : Pàrtaidh Tòraidheachd na h-Alba et en scots : Scots Tory an Unionist Pairty), souvent désigné comme les Conservateur écossais ou Tories écossais, est la branche écossaise du Parti conservateur britannique et fondé en 1965.
Son chef est depuis 2024 le député au Parlement écossais, Russell Findlay.

## Histoire
Le Parti conservateur et unioniste écossais est né en 1965 de la fusion du Parti unioniste écossais et de la branche écossaise du Parti conservateur.
Lors des élections générales britanniques de 2017, le parti réalise son meilleur score depuis 1983.

## Dirigeants
| Nom | Nom             | Début du mandat   | Fin du mandat     |
| --- | --------------- | ----------------- | ----------------- |
|     | David McLetchie | 6 mai 1999        | 31 octobre 2005   |
|     | Annabel Goldie  | 31 octobre 2005   | 4 novembre 2011   |
|     | Ruth Davidson   | 4 novembre 2011   | 29 août 2019      |
|     | Jackson Carlaw  | 14 février 2020   | 30 juillet 2020   |
|     | Douglas Ross    | 5 août 2020       | 27 septembre 2024 |
|     | Russell Findlay | 27 septembre 2024 | En fonction       |

## Résultats électoraux

### Élections générales britanniques
| Année        | %    | Sièges  | Rang |
| ------------ | ---- | ------- | ---- |
| 1966         | 37,7 | 20 / 71 | 2e   |
| 1970         | 38,0 | 23 / 71 | 2e   |
| février 1974 | 32,9 | 21 / 71 | 2e   |
| octobre 1974 | 24,7 | 16 / 71 | 3e   |
| 1979         | 31,4 | 22 / 71 | 2e   |
| 1983         | 28,4 | 21 / 72 | 2e   |
| 1987         | 24,0 | 10 / 72 | 2e   |
| 1992         | 25,8 | 11 / 72 | 2e   |
| 1997         | 17,5 | 0 / 72  | 3e   |
| 2001         | 15,6 | 1 / 72  | 4e   |
| 2005         | 15,8 | 1 / 59  | 4e   |
| 2010         | 16,7 | 1 / 59  | 4e   |
| 2015         | 14,9 | 1 / 59  | 3e   |
| 2017         | 28,6 | 13 / 59 | 2e   |
| 2019         | 25,1 | 6 / 59  | 2e   |
| 2024         | 12,7 | 5 / 57  | 3e   |

### Élections parlementaires écossaises
| Année | Circonscriptions | Circonscriptions | Circonscriptions | Régions | Régions | Régions | Rang | Total des sièges | Gouvernement          |
| Année | Voix             | %                | Sièges           | Voix    | %       | Sièges  | Rang | Total des sièges | Gouvernement          |
| ----- | ---------------- | ---------------- | ---------------- | ------- | ------- | ------- | ---- | ---------------- | --------------------- |
| 1999  | 364 225          | 15,5             | 0 / 73           | 359 109 | 15,3    | 18 / 56 | 3e   | 18 / 129         | Opposition            |
| 2003  | 312 598          | 16,6             | 3 / 73           | 296 929 | 15,5    | 15 / 56 | 3e   | 18 / 129         | Opposition            |
| 2007  | 334 743          | 16,6             | 4 / 73           | 284 005 | 13,9    | 13 / 56 | 3e   | 17 / 129         | Opposition            |
| 2011  | 276 652          | 13,9             | 3 / 73           | 245 967 | 12,4    | 12 / 56 | 3e   | 15 / 129         | Opposition            |
| 2016  | 501 844          | 22,0             | 7 / 73           | 435 919 | 19,1    | 24 / 56 | 2e   | 31 / 129         | Opposition officielle |
| 2021  | 592 518          | 21,9             | 5 / 73           | 637 131 | 23,5    | 26 / 56 | 2e   | 31 / 129         | Opposition officielle |

### Élections européennes
| Année | %    | Sièges |
| ----- | ---- | ------ |
| 1979  | 33,7 | 5 / 8  |
| 1984  | 25,8 | 2 / 8  |
| 1989  | 20,9 | 0 / 8  |
| 1994  | 14,5 | 0 / 8  |
| 1999  | 19,8 | 2 / 8  |
| 2004  | 17,8 | 2 / 7  |
| 2009  | 16,8 | 1 / 6  |
| 2014  | 17,2 | 1 / 6  |
| 2019  | 11,6 | 1 / 6  |